# Linum cratericolum
Linum cratericolum är en linväxtart som beskrevs av Uno H. Eliasson. Linum cratericolum ingår i släktet linsläktet, och familjen linväxter. Inga underarter finns listade i Catalogue of Life.